# Tetraommatus insignis
Tetraommatus insignis är en skalbaggsart som beskrevs av Charles Joseph Gahan 1894. Tetraommatus insignis ingår i släktet Tetraommatus och familjen långhorningar.
Artens utbredningsområde är Laos. Inga underarter finns listade i Catalogue of Life.